# Видич, Неманья
Нема́нья Ви́дич (серб. Немања Видић / Nemanja Vidić; родился 21 октября 1981, Ужице, Югославия) — сербский футболист, центральный защитник. Дважды признавался игроком года английской Премьер-лиги.

## Клубная карьера

### Ранние годы
Неманья Видич родился в семье Драголюба, бывшего работника медной фабрики, и Зоры, служащей банка. Он начал заниматься футболом в возрасте 7 лет. Вместе со своим старшим братом Душаном Неманья тренировался в местном клубе «Единство Ужице». Видич быстро прогрессировал, и уже в возрасте 12 лет перешёл в другой клуб, «Слобода» (Ужице).

### «Црвена звезда» и «Спартак» Москва
Два с половиной года спустя, незадолго до своего пятнадцатого дня рождения, Видич подписал молодёжный контракт с «Црвеной звездой». С 2000 года он начал выступать на профессиональном уровне, проведя сезон в 2000/2001 в аренде в клубе «Спартак Суботица». Уже в следующем сезоне он вернулся в «Црвену звезду», в которой быстро завоевал место в основе и начал регулярно выступать в чемпионате Югославии. В сезоне 2001/02 Видич выиграл Кубок Югославии с «Црвеной звездой». Вскоре Неманья был назначен капитаном команды. За три года своего капитанства в «Црвене звезде» Видич забил 12 голов в 67 матчах и триумфально завершил свою карьеру в сербском клубе, приведя команду к домашнему «дублю» (победа в чемпионате и Кубке Сербии и Черногории в 2004 году).
В июле 2004 года Видич перешёл в клуб российской Премьер-лиги «Спартак». Сумма трансфера не разглашалась, однако, по некоторым источникам, Видич стал самым дорогим защитником в истории РФПЛ. В 2005 году был лидером обороны «Спартака» и помог клубу завоевать серебряные медали чемпионата России, проведя 27 из 30 матчей турнира. Видич единственным среди всех спартаковцев был включён в список 33 лучших игроков сезона под первым номером как левый центральный защитник. По итогам 2005 года был признан лучшим футболистом Сербии.

### «Манчестер Юнайтед»
После полутора сезонов в московском «Спартаке» Видич перешёл в клуб английской Премьер-лиги «Манчестер Юнайтед». «Юнайтед» проявлял интерес к талантливому сербскому защитнику ещё с лета 2003 года, но трансфер состоялся лишь два с половиной года спустя, 5 января 2006 года. Сумма сделки, как сообщается, составила около 7 млн фунтов. Получивший в новом клубе футболку с номером «15», Неманья Видич дебютировал за «Юнайтед» 25 января 2006 года в ответном полуфинальном матче Кубка Лиги против «Блэкберн Роверс», выйдя на замену Руду ван Нистелрою на последних минутах встречи. «Юнайтед» выиграл в этом матче со счётом 2:1.
В сезоне 2006/07 Видич прочно завоевал место в основе команды, сформировав в центре обороны мощную связку с Рио Фердинандом, ставшую в дальнейшем одной из сильнейших в английском футболе. В сезоне 2006/07 Видич провёл за «Манчестер Юнайтед» 25 матчей в Премьер-лиге и выиграл с клубом чемпионские медали.
Свой первый гол за «Юнайтед» Видич забил 14 октября 2006 года в матче против «Уигана», который «красные дьяволы» выиграли со счётом 3:1. 4 ноября Видич снова отличился голом, на этот раз в ворота «Портсмута». Это был первый гол Видича на «Олд Траффорд». Матч завершился со счётом 3:0. Свой первый гол в Лиге чемпионов за «Юнайтед» Неманья забил 6 декабря в ворота «Бенфики» в матче группового этапа; в этой встрече «Манчестер Юнайтед» выиграл со счётом 3:1.
Долгое время Видич считался одним из лучших защитников в английской Премьер-лиге и в Европе. Вида, как прозвали Неманью одноклубники, выделялся исключительными физическими данными, умением играть головой как в обороне, так и в атаке при розыгрышах стандартных положений, а также своим бесстрашием. Из-за этих качеств Неманья приобрёл культовый статус среди болельщиков «Юнайтед» и часто сравнивается с бывшим защитником «Манчестер Юнайтед» Стивом Брюсом за схожесть игровых качеств.
В 2005 году Видич, выступающий за московский «Спартак», выиграл приз лучшему игроку Сербии, играющему за рубежом, который присуждается по результатам голосования капитанов 16 клубов сербской Суперлиги и ежегодно проводится газетой «Вечерние новости». Неманья вновь выиграл этот приз в 2007 и 2008 годах, уже будучи игроком «Манчестер Юнайтед». Исполком Футбольного союза Сербии назвал Видича игроком года в 2008 году. Он был включён в состав «команды года» по версии ПФА по итогам сезонов 2006/07 и 2007/08. Кроме того, он был номинирован на звание лучшего защитника года по версии УЕФА в сезонах 2006/07 и 2007/08, а также был включён в список номинантов на включение в «команду года» по версии FIFPro (FIFPro World XI) в сезонах 2006/07 и 2007/08. В 2008 году сербский защитник попал в список номинантов на «Золотой мяч».
8 ноября 2007 года Неманья подписал новый контракт с клубом, продлив его на пять лет, до 2012 года. По итогам сезона 2007/08 Видич вновь стал чемпионом Англии. Сербский защитник также был частью команды, выигравшей Лигу чемпионов 2008, победив в финальном матче лондонский «Челси». Кубок европейских чемпионов стал первым европейским трофеем Видича. В сезоне 2007/08 Видич провёл 32 матча в чемпионате и забил один гол. 20 августа 2010 года Неманья подписал новый контракт с МЮ, срок которого рассчитан до июня 2014 года.
В сентябре 2010 года Видич был назначен временным, а в феврале 2011 года (после завершения карьеры Гари Невилла) — постоянным капитаном «Манчестер Юнайтед». В конце сезона 2010/11 был признан лучшим игроком в Премьер-лиге. В декабре 2011 года в матче с «Базелем» Видич получил разрыв связок колена и выбыл из строя на полгода. Игрок вернулся на поле в августе 2012 года, но затем снова выбыл на 2 месяца из-за операции на мениске колена правой ноги. Игрок снова вернулся на поле в декабре 2012 и записал в свой актив 250-й матч в футболке «красных дьяволов». В феврале 2014 года стало известно, что клуб и игрок решили не продлевать контракт.

### «Интернационале»
5 марта 2014 года Видич подписал контракт с итальянским клубом «Интернационале». На старте сезона являлся игроком стартового состава, однако после назначения на пост главного тренера Роберто Манчини потерял место в основе. 11 января 2015 года забил единственный гол за «чёрно-синих», поразив ворота «Дженоа». В сезоне 2015/16 не сыграл ни одного матча и 19 января 2016 года расторг контракт с клубом.
29 января 2016 года объявил о завершении карьеры.

## Карьера в сборной

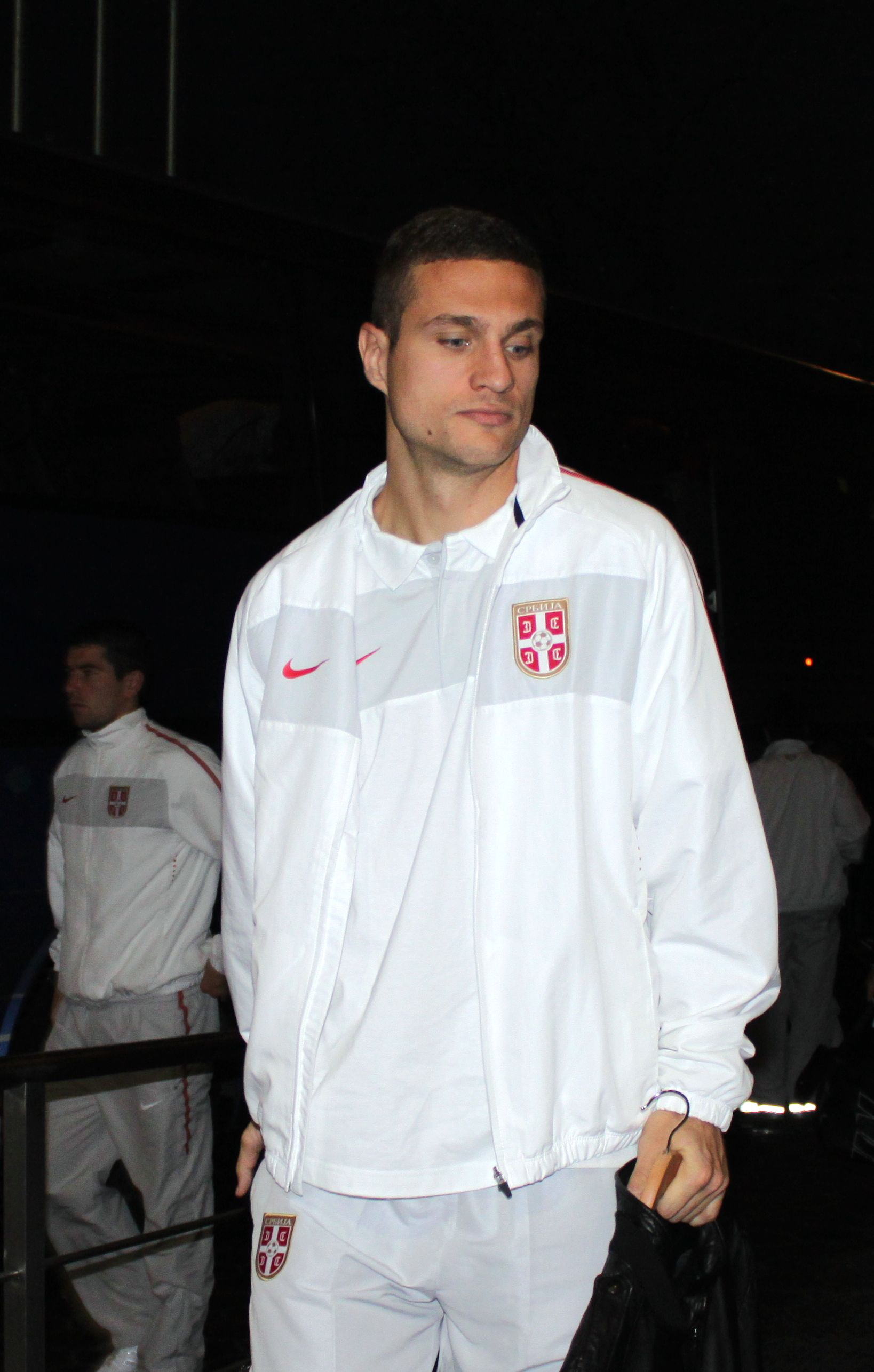
В сборной

Видич дебютировал за молодёжный состав сборной Югославии 12 октября 2002 года в матче против молодёжной сборной Англии (до 21 года). Неманья был членом «знаменитой четвёрки» защитников сборной Сербии и Черногории, наряду с Младеном Крстаичем, Ивицей Драгутиновичем и Гораном Гавранчичем, которая пропустила лишь один гол в 10 матчах отборочного цикла к чемпионату мира 2006 года, установив новый рекорд по наименьшему количеству пропущенных голов. Видич сыграл большую роль в последнем отборочном матче против сборной Боснии и Герцеговины. Сербия и Черногория выиграла со счётом 1:0 и обеспечила своё участие на чемпионате мира, хотя за пять минут до завершения встречи Видич получил красную карточку. Неманья пропустил первый матч Сербии и Черногории на чемпионате мира против сборной Нидерландов из-за красной карточки, полученной им в последней игре отборочного цикла, а 12 июня 2006 года серб получил травму связок левого колена в ходе тренировки, в результате чего пропустил все оставшиеся игры чемпионата мира 2006 года.
После завершения чемпионата мира Видич продолжил свои выступления за национальную сборную, на данный момент — независимую сборную Сербии. 11 октября, после того, как его сборная, сыграв вничью со Словенией, вылетела из розыгрыша чемпионата Европы, Видич, не реализовавший в этой игре пенальти, принял решение завершить карьеру в национальной команде.

### Голы за сборную
| # | Дата            | Стадион                        | Соперник | Счёт | Итог матча | Турнир                             |
| - | --------------- | ------------------------------ | -------- | ---- | ---------- | ---------------------------------- |
| 1 | 15 августа 2005 | Динамо, Киев, Украина          | Польша   | 3:2  | 3:2        | Турнир памяти Валерия Лобановского |
| 2 | 15 ноября 2006  | Црвена звезда, Белград, Сербия | Норвегия | 1:0  | 1:1        | Товарищеский матч                  |

## Личная жизнь
17 июля 2006 года Видич женился на Ане Иванович, студентке факультета экономики Белградского университета. У пары родился сын Лука. 27 мая 2009 года родился второй сын Стефан.

## Достижения

### Командные
«Црвена звезда»
- Чемпион Первой лиги Сербии и Черногории: 2004
- Обладатель Кубка Югославии: 2002
- Обладатель Кубка Сербии и Черногории: 2004
- Итого: 3 трофея

«Спартак»
- Серебряный призёр чемпионата России: 2005

«Манчестер Юнайтед»
- Чемпион Премьер-лиги (5): 2006/07, 2007/08, 2008/09, 2010/11, 2012/13
- Обладатель Кубка Футбольной лиги (3): 2006, 2009, 2010
- Победитель Лиги чемпионов УЕФА: 2008
- Обладатель Суперкубка Англии (5): 2007, 2008, 2010, 2011, 2013
- Победитель Клубного чемпионата мира: 2008
- Итого: 15 трофеев

### Личные
- Футболист года в Сербии (2): 2005, 2008
- Игрок сезона английской Премьер-лиги (2): 2008/09, 2010/11
- Игрок месяца английской Премьер-лиги: январь 2009
- Включён в «команду года» по версии ПФА (4): 2006/07, 2007/08, 2008/09, 2010/11
- Входит в состав символической сборной Европы по версии ESM (3): 2006/07, 2008/09, 2010/11
- Включён в «команду года» по версии FIFPro (2): 2009, 2011
- Обладатель приза сэра Мэтта Басби: 2009

## Статистика выступлений
| Клуб                        | Сезон            | Лига | Лига | Кубки | Кубки | Еврокубки | Еврокубки | Прочие | Прочие | Итого | Итого |
| Клуб                        | Сезон            | Игры | Голы | Игры  | Голы  | Игры      | Голы      | Игры   | Голы   | Игры  | Голы  |
| --------------------------- | ---------------- | ---- | ---- | ----- | ----- | --------- | --------- | ------ | ------ | ----- | ----- |
| Спартак (Суботица) (аренда) | 2000/01          | 27   | 6    | 0     | 0     | -         | -         | 0      | 0      | 27    | 6     |
| Спартак (Суботица) (аренда) | Итого            | 27   | 6    | 0     | 0     | 0         | 0         | 0      | 0      | 27    | 6     |
| Црвена звезда               | 2001/02          | 22   | 2    | 5     | 0     | 2         | 0         | 0      | 0      | 29    | 2     |
| Црвена звезда               | 2002/03          | 25   | 5    | 4     | 1     | 6         | 0         | 0      | 0      | 35    | 6     |
| Црвена звезда               | 2003/04          | 20   | 5    | 5     | 0     | 6         | 3         | 0      | 0      | 31    | 8     |
| Црвена звезда               | Итого            | 67   | 12   | 14    | 1     | 14        | 3         | 0      | 0      | 95    | 16    |
| Спартак (Москва)            | 2004             | 12   | 2    | 1     | 0     | 0         | 0         | 0      | 0      | 13    | 2     |
| Спартак (Москва)            | 2005             | 27   | 2    | 1     | 0     | 0         | 0         | 0      | 0      | 28    | 2     |
| Спартак (Москва)            | Итого            | 39   | 4    | 2     | 0     | 0         | 0         | 0      | 0      | 41    | 4     |
| Манчестер Юнайтед           | 2005/06          | 11   | 0    | 4     | 0     | 0         | 0         | 0      | 0      | 15    | 0     |
| Манчестер Юнайтед           | 2006/07          | 25   | 3    | 5     | 0     | 8         | 1         | 0      | 0      | 38    | 4     |
| Манчестер Юнайтед           | 2007/08          | 32   | 1    | 3     | 0     | 9         | 0         | 1      | 0      | 45    | 1     |
| Манчестер Юнайтед           | 2008/09          | 34   | 4    | 8     | 0     | 9         | 1         | 4      | 2      | 55    | 7     |
| Манчестер Юнайтед           | 2009/10          | 24   | 1    | 2     | 0     | 7         | 0         | 0      | 0      | 33    | 1     |
| Манчестер Юнайтед           | 2010/11          | 35   | 5    | 2     | 0     | 9         | 0         | 1      | 0      | 47    | 5     |
| Манчестер Юнайтед           | 2011/12          | 6    | 0    | 1     | 0     | 2         | 0         | 1      | 0      | 10    | 0     |
| Манчестер Юнайтед           | 2012/13          | 19   | 1    | 2     | 0     | 2         | 0         | 0      | 0      | 23    | 1     |
| Манчестер Юнайтед           | 2013/14          | 25   | 0    | 2     | 1     | 6         | 1         | 1      | 0      | 34    | 2     |
| Манчестер Юнайтед           | Итого            | 211  | 15   | 29    | 1     | 52        | 3         | 8      | 2      | 300   | 21    |
| Интернационале              | 2014/15          | 23   | 1    | 0     | 0     | 5         | 0         | 0      | 0      | 28    | 1     |
| Интернационале              | 2015/16          | 0    | 0    | 0     | 0     | 0         | 0         | 0      | 0      | 0     | 0     |
| Интернационале              | Итого            | 23   | 1    | 0     | 0     | 5         | 0         | 0      | 0      | 28    | 1     |
| Всего за карьеру            | Всего за карьеру | 367  | 38   | 45    | 2     | 71        | 6         | 8      | 2      | 491   | 48    |